# Jan Bielecki
Jan Bielecki (født 20. februar 1971 i København) er en tidligere dansk atletikudøver, der var medlem af Sparta Atletik efter forinden frem til og med 1995 at have været medlem af Holte Atletik og før det Bagsværd Atletik.
Bielecki deltog i hammerkast ved OL 1996 i Atlanta og 2000 i Sydney, hvor han nåede henholdsvis en 31. plads med 69,40 m og en 33. plads med 70,46 m. Ud over sine to deltagelser ved OL deltog han også i VM i 1995, 1997 og 1999 samt EM 1994, 1998 og 2002.
Han har siden 1992 haft den danske rekord i hammerkast med 77,02 m som bedste resultat og siden 1996 i vægtkast med 21,95 m efter det nye system; han nåede 22,86 m med den gamle vægt. 
Bieleckis træner var tyskeren Michael Deyhle. Han trænede og studerede 1991-1994 på University of Georgia i USA. Her han tog en B.S. degree i biologi, for i 2006 at opgradere til Cand. Scient. i biologi ved Københavns Universitet. Han er nu ph.d.-studerende på Københavns Universitet. 

## Danske mesterskaber
- Guld 2005 Hammerkast  68,13
- Guld 2004 Hammerkast  72,48
- Guld 2004 Vægtkast 21,95
- Guld 2003 Hammerkast  70,08
- Guld 2002 Hammerkast  74,96
- Guld 2001 Hammerkast  73,13
- Guld 2001 Vægtkast 22,83
- Guld 2000 Hammerkast  73,88
- Guld 2000 Vægtkast 22,03
- Guld 1999 Hammerkast  71,93
- Guld 1998 Hammerkast  71,72
- Guld 1998 Vægtkast 21,62
- Guld 1998 Kastefemkamp 4698 p
- Guld 1997 Hammerkast  69,48
- Guld 1997 Vægtkast 22,86
- Guld 1996 Hammerkast  73,20
- Guld 1996 Vægtkast 21,86
- Guld 1995 Hammerkast  72,56
- Guld 1994 Hammerkast  68,46
- Sølv 1994 Spydkast 68,82
- Sølv 1994 Vægtkast 19,47
- Guld 1993 Hammerkast 66,12
- Guld 1993 Vægtkast  19,75
- Guld 1992 Hammerkast 67,14

### Danske U23-mesterskaber
- Guld 1993  Hammerkast 63,70
- Guld 1993  Vægtkast   19,12

## Danske rekorder
- Hammerkast  77,02  8. september 2002
- Hammerkast  76,82  6. august 2002
- Hammerkast  76,22  10. juni 2002
- Hammerkast  76,11  15. maj 1999
- Hammerkast  74,92  9. maj 1999
- Hammerkast  74,92  10. maj 1998
- Hammerkast  74,04  26. august 1995
- Hammerkast  72,56  19. august 1995
- Hammerkast  72,56  23. juli 1995
- Hammerkast  72,02  27. juni 1995
- Hammerkast  70,72  1. december 1993
- Hammerkast  70,60  1. december 1993
- Hammerkast  70,12  1. december 1993
- Hammerkast  68,84  9. juli 1993
- Hammerkast  67,22  6. juni 1992
- Vægtkast (15,89 kg)  21,95  8. august 2004
- Vægtkast (15,89 kg)  21,24  8. august 2004
- Vægtkast (15 kg)  22,86  20. juli 1997
- Vægtkast (15 kg)  22,36  3. maj 1997
- Vægtkast (15 kg)  21,86  11. august 1996

## Personlige rekorder
- Hammerkast: 77,02m i Bad Köstritz, Tyskland 8. september 2002 (DR)
- Vægtkast: 22,86m 1997 (DR)
- Kuglestød: 16,08m 2002
- Spydkast: 69,16m 1994
- Diskoskast: ?
- Kastefemkamp: 4698 p, 1998

## Ekstern henvisning
- DAF i tal – Jan Bielecki Arkiveret 6. juni 2007 hos  Wayback Machine
- Jan Bieleckis profil på Sports-Reference OL-resultater (arkiveret) (engelsk)
- Jan Bieleckis profil på Olympedia (engelsk)
- Jan Bieleckis profil hos IAAF (engelsk)